# Tokió
Tokió (japánul: 東京, kiejtéseⓘ, Hepburn-átírással Tōkyō, szoros átírással Tókjó, hivatalosan: 東京都, átírással: Tōkyō-to. 1868-ig: Edo) Japán fővárosa, közigazgatási központja, a japán kormány és a császár székhelye. Egyike Japán 47 prefektúrájának, nem egyetlen városként kormányozzák. Hozzávetőlegesen 14 millió ember – az ország lakosságának 10%-a – él Tokióban, míg a Nagy Tokió Agglomerációban 33–36 millióan laknak, és ezzel ez a világ legnépesebb urbanizált területe.
Mint az ország politikai, üzleti, gazdasági, oktatásügyi és kulturális központja, Japánon belül Tokióban van a legtöbb cég központja, gazdasági intézménye, egyeteme és főiskolája, múzeuma, színháza, vásárló és szórakoztató létesítménye. Rendkívül fejlett tömegközlekedéssel rendelkezik, ez főleg a vonatra és a metróra vonatkozik.
Az Economist Intelligence Unit 2011-es rangsora szerint tizennyolcadik, míg a Monocle 2015-ös felmérése szerint első a legélhetőbb városok listáján. Tokió az 1964. évi nyári olimpiai játékok után másodszor rendezhetett olimpiát, a 2020. évi nyári olimpiai játékoknak adott otthont.

## Földrajz
Tokió a Kantó régióban, a legnagyobb japán szigeten, Honsún fekszik. Központjának koordinátái 35° 41' ÉFSZ, 139° 46' KFH. Területe Ogaszavara-szigetekig terjed, amely a Csendes-óceánon 1000 km-re délkeletre található.

### Éghajlat
Tokió a nedves szubtrópusi éghajlati övben fekszik, párás, meleg nyarak és enyhe telek jellemzik időjárását. A legmelegebb hónap az augusztus, ekkor az átlaghőmérséklet 27,5 °C, január a leghidegebb hónap, ekkor az átlaghőmérséklet 6,0 °C. A városban mért legalacsonyabb hőmérséklet -9,2 °C volt, a legmagasabb pedig 39,5 °C.
Az éves csapadékmennyiség átlagosan 1530 mm körüli, havazás csak szórványosan jellemző. Tájfunok is előfordulhatnak, de ezek ritkán pusztító erősségűek.
| Hónap                                                    | Jan. | Feb. | Már. | Ápr. | Máj. | Jún. | Júl. | Aug. | Szep. | Okt. | Nov. | Dec. | Év   |
| -------------------------------------------------------- | ---- | ---- | ---- | ---- | ---- | ---- | ---- | ---- | ----- | ---- | ---- | ---- | ---- |
| Átlagos max. hőmérséklet (°C)                            | 9,9  | 10,4 | 13,3 | 18,8 | 22,8 | 25,5 | 29,4 | 31,1 | 27,2  | 21,8 | 16,9 | 12,4 | 20,0 |
| Átlagos min. hőmérséklet (°C)                            | 2,5  | 2,9  | 5,6  | 10,7 | 15,4 | 19,1 | 23,0 | 24,5 | 21,1  | 15,4 | 9,9  | 5,1  | 13,0 |
| Átl. csapadékmennyiség (mm)                              | 52   | 56   | 118  | 125  | 138  | 168  | 154  | 168  | 210   | 198  | 93   | 51   | 1531 |
| Havi napsütéses órák száma                               | 175  | 150  | 165  | 161  | 182  | 123  | 137  | 177  | 110   | 129  | 137  | 166  | 1812 |
| Forrás: Japan Meteorological Agency, The Weather Network |      |      |      |      |      |      |      |      |       |      |      |      |      |

## Történelem
Tokió felemelkedése két emberhez köthető: Tokugava Iejaszu sógunhoz és Meidzsi császárhoz. 1603-ban, miután Japán addig háborúban álló részeit egyesítették, Tokugava Iejaszu Edóba (a mai Tokió) helyezte székhelyét. Emiatt a város nagyon gyors fejlődésnek indult, és hamar a világ egyik legnagyobb településévé vált. Lakossága már a  18. században elérte az 1 milliót. Spontán módon vált Japán fővárosává, még ha a császár Kiotót jelölte is ki a birodalma központjává.

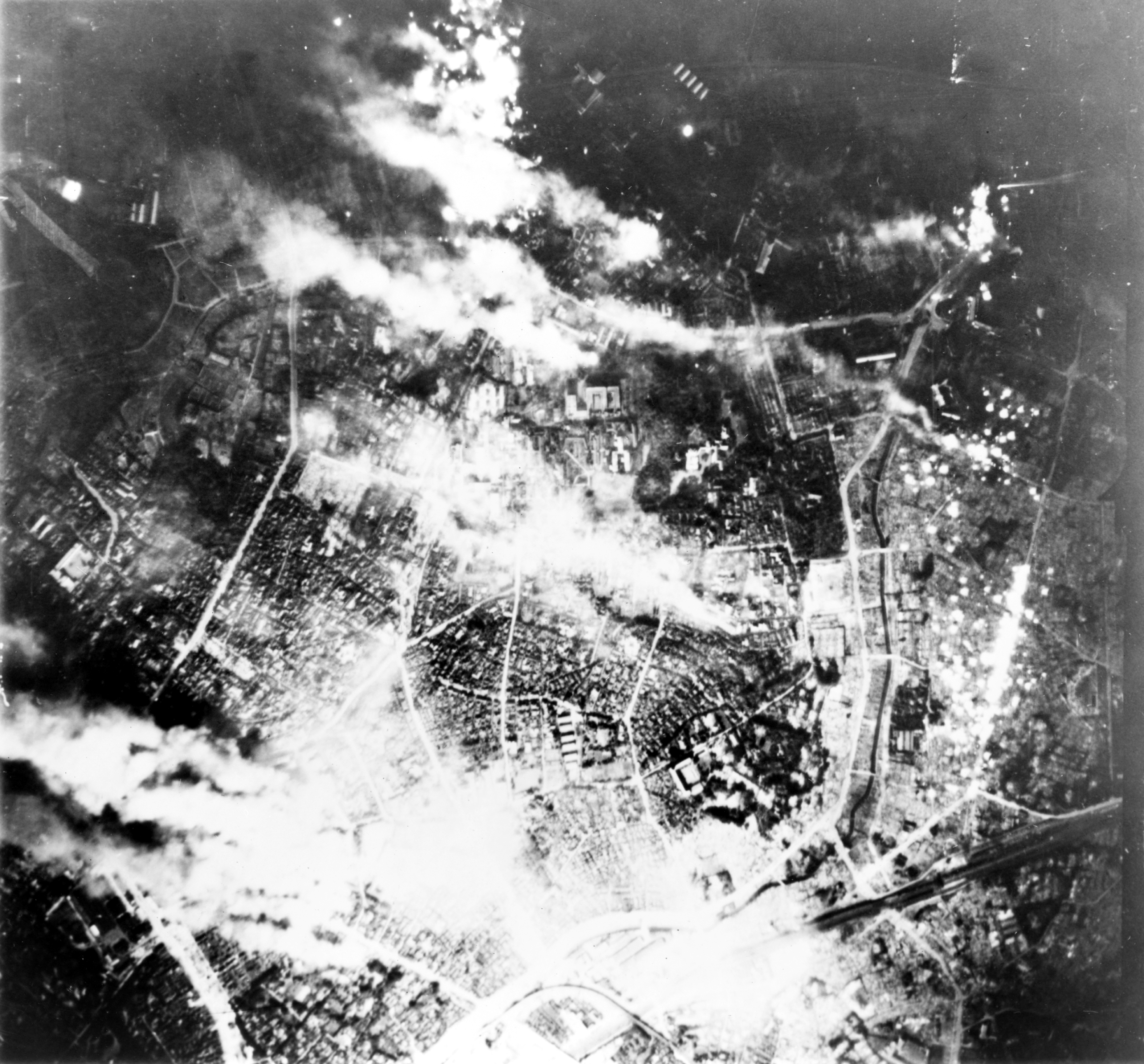
Tokió 1945-ben

Tokió zászlaja, amelyet 1964. október 1-je óta használnak. A lobogón található nap egy stilizált kandzsi írásjegy, amely a város fejlődését szimbolizálja

263 évvel később a sógunátust megdöntötte két déli prefektúra (Csósú és Szacuma) és visszaállították a császári hatalmat. 1869-ben a névleges vezető, a 17 éves Meidzsi császár Edóba költözött, és a várost átnevezte Tokióra (a tokió szó jelentése „Keleti Főváros”). A város már ekkor politikai, gazdasági és kulturális központ volt, valamint a császár is ide helyezte a székhelyét, így Tokió az ország valódi fővárosává válhatott. Az Edo-kastélyból lett a tokiói császári palota.
Tokiót kétszer rázta meg hatalmas katasztrófa, melyből alig sikerült felépülnie. Először a nagy kantói földrengés 1923-ban, majd a második világháború. Az 1945 március 9-10-ei tokiói bombázás majdnem olyan pusztító volt, mint a Hirosimára és Nagaszakira ledobott atombombák együttvéve. Egész kerületek váltak a földdel egyenlővé. A város 2/5-e elpusztult és közel 110 000 lakos vesztette életét a gyújtóbombák hatására. Tokió lakossága a háború előtti 6.7 millióról 2.8 millióra apadt. Manapság már nem nagyon lehet ezeknek a nyomait látni a városon, de a lakók még mindig viselik a megrázkódtatás nyomait.
A háború után Tokiót nagyon fejlett földalatti- és vonathálózattal építették újjá, amit az 1964. évi nyári olimpiai játékokon mutattak be a világnak. A hetvenes években tovább fejlődött a város, megépült a Sunshine 60 felhőkarcoló és az új, sokszor vitatott repülőtér, a Narita (a városon kívül). A népesség a környező területeket is beleszámítva 11 millió főre duzzadt. A város földalatti- és vonathálózata a világ legforgalmasabb ilyen jellegű rendszere lett, miután egyre több ember költözött Tokióba. A 80-as években a lakásárak az egekbe szöktek egy spekulációs ingatlan-buborék miatt: sokan nagyon meggazdagodtak, de az 1990-es években a buborék kipukkadt, bankok és magánemberek tömege vesztette el minden pénzét emiatt. Ezután gazdasági recesszió következett, így ezt az időszakot „elveszett évtized”-nek nevezik, és ez a recesszió ma is tart.
Tokiót sokszor erős földrengések rázták meg 1703-ban, 1782-ben, 1812-ben, 1855-ben és 1923-ban. Az 1923-as nagy kantói földrengés a Richter-skála szerinti 8,3-as erejű földrengés 142 000 embert ölt meg.

## Közigazgatás
A Tokió prefektúra három nagy részből tevődik össze: 23 kerületből (a volt Tokió város), Tamából (Nyugat-Tokió) és a szigetekből. Tokió szárazföldi része a Tokiói-öböltől északnyugatra fekszik, kelet–nyugati irányban 90 km-ig, észak–déli irányban 25 km-ig húzódva. Keleten a Csiba, nyugaton a Jamanasi, délen a Kanagava és északon a Szaitama prefektúra határolja. A szárazföldi részt két részre, speciális kerületekre és Tamára oszlik.
A Tokió prefektúra magába foglalja még a Csendes-óceánban fekvő két szigetcsoportot, az Izu-szigeteket, amelyek majdnem párhuzamosan fekszenek az Izu-félszigettel, valamint az Ogaszavara-szigetcsoportot, amely több mint 1000 km-re található Japán fő szigeteitől.
A japán törvények értelmében Tokió metropoliszként (to, 都) van megjelölve. Közigazgatási felosztása megegyezik a többi prefektúrájáéval. Bár egy tucat rész fekszik kisebb területen, ezek is városnak vannak minősítve. Ide soroljuk a 23 kerületet, amelyek 1943-ig Tokió várost alkották, de most különálló, önkormányzó, polgármesterrel, városi tanáccsal és városi jogokkal rendelkező részekként vannak elismerve. Ezen kerületek mellett Tokió körülfog még 26 további várost  (市 -si), öt kisvárost (町 -macsi) és kilenc falut (村 -mura), ezek mindegyike saját önkormányzattal rendelkezik. A lakosok által választott fővárosi és önkormányzati gyűlést a Tokiói Fővárosi Önkormányzat irányítja, amelynek székhelye Sindzsuku kerületben található.

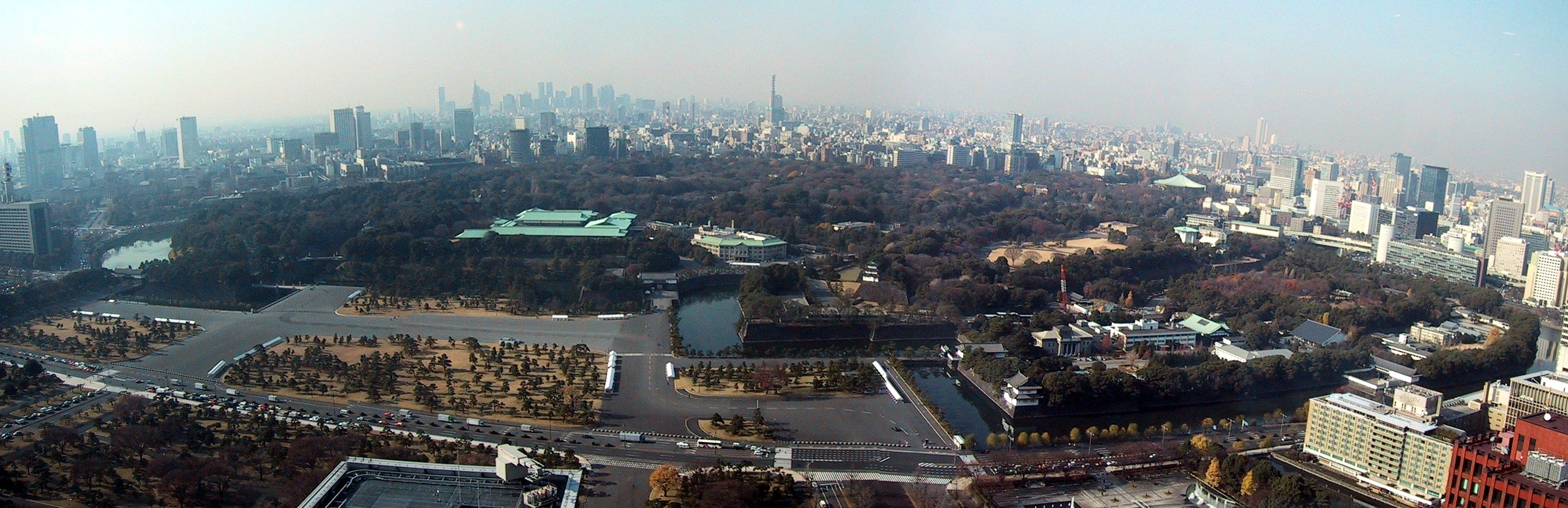
Tokió központja nyugat felé tekintve az egyik felhőkarcolóból: a Császári Palota és a körülötte fekvő hatalmas liget

Tokió kerületei

### Tokió kerületei
A 23 kerület (特別区, tokubecuku, szó szerint 'különleges kerületek') régebben Tokió várost alkotta, de ez 1943. július 1-jén egybeolvadt a Tokió prefektúrával (東京府, tókjófu), és így elvesztette törvényhatósági jogát. A kialakult város kerületekre lett felosztva, melyek mindegyike rendelkezik önkormányzattal, választott polgármesterrel és tanáccsal.
A 2020-as népszámlálási adatok szerint a 23 kerület összesített népessége 9 733 276 millió fő.
A kerületek: Adacsi, Arakava, Bunkjó, Csijoda, Csúó, Edogava, Itabasi, Kacusika, Kita, Kótó, Meguro, Minato, Nakano, Nerima, Óta, Sibuja, Sinagava, Sindzsuku, Szuginami, Szetagaja, Szumida, Taitó, Tosima

### Nyugat-Tokió (Tama)
Tokió kerületeitől nyugatra, a metropolisz kisebb városokból és falvakból áll, amelyek ugyanolyan jogokkal rendelkeznek mint Japán többi települései. Amíg ezeknek a városoknak a többsége csak „alvó városként” funkcionál a Tokió központjában dolgozó munkásoknak, néhányuk rendelkezik üzleti és ipari központokkal. Összefogó néven ezt a területet Tamának, ill. Nyugat-Tokiónak nevezik.

### Szigetek
A Tokióhoz tartozó szigetek összterülete kb. 406 km². Lakossága folyamatosan csökken, 2005. szeptember 1-jén 26 000 fő – a népsűrűség 65 fő/km² – volt.
Ez a terület természeti kincsekben és tengeri nyersanyagokban igen gazdag. Mindemellett azonban a szigetek kicsik, földrajzilag izoláltak, pénzügyileg gyengék és javítaniuk kell az életszínvonalt, fejleszteniük kell a tengeri és légi közlekedést valamint az orvosi ellátást.
Tokióhoz két szigetcsoport tartozik: az Idzu-szigetek és az Ogaszavara-szigetek. Az Idzu-szigetek amely egy vulkanikus szigetcsoport. A szigetek mind a 9 tagja része a Fudzsi-Hakone-Idzu Nemzeti Parknak, néhányukat az Edo-korszakban börtönként használták. Az Ogaszavara-szigetek (vagy Bonin-szigetek) 1000 km-re délre fekszenek Tokió központjától. A szigetcsoportot kb. 30 kisebb sziget alkotja, melyek közül csak Csicsi-dzsima és a Haha-dzsima lakott.

## Gazdaság

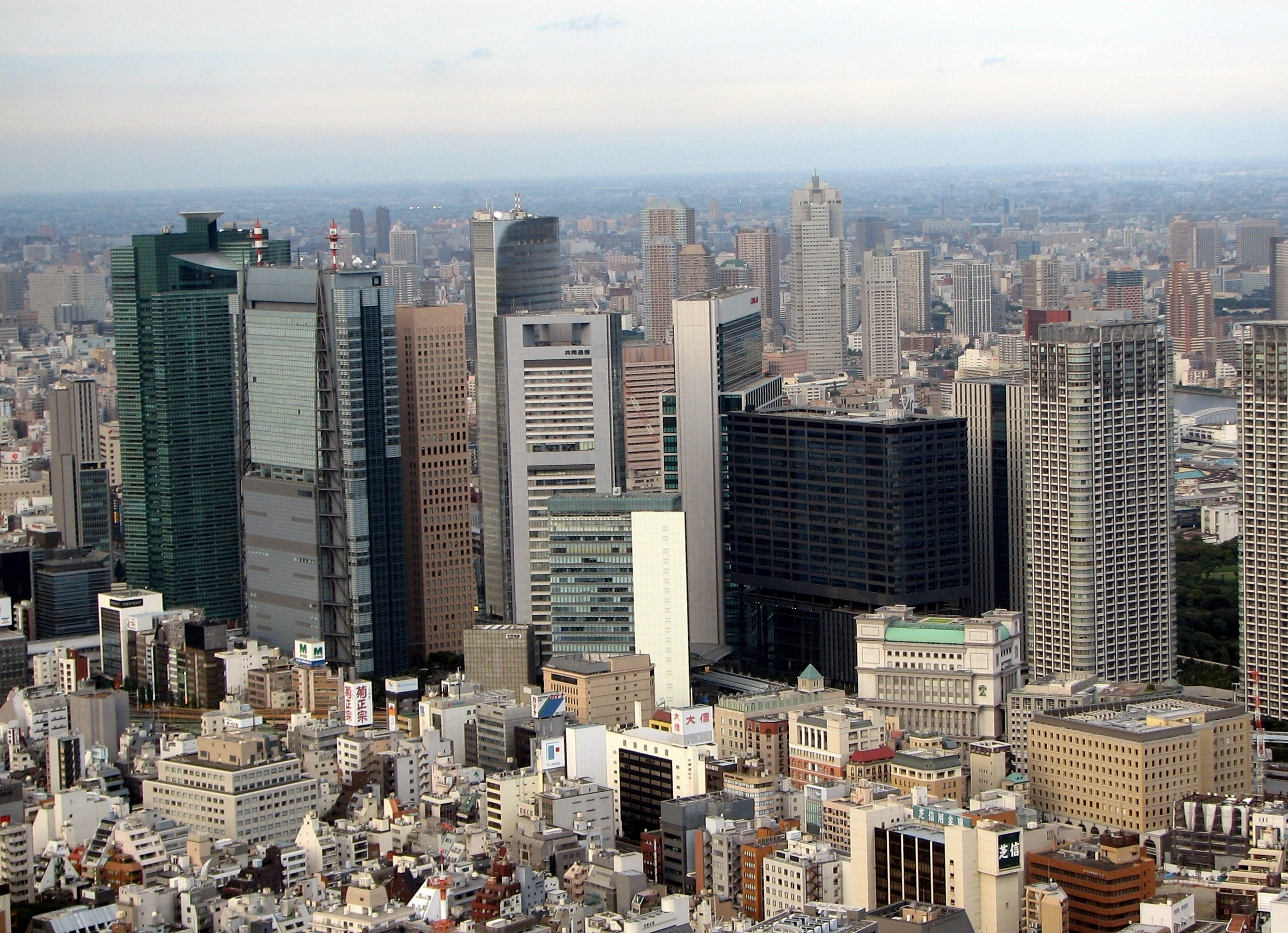
Siodome: Tokió egyik gazdasági negyede

Tokióé a világ legnagyobb városi gazdasága: sok nemzetközi óriáscég, befektetési bank és biztosító társaság központja itt található, emellett Japán közlekedési, televíziós és információs központja is.
GDP-je eléri az 1,315 milliárd dollárt, ami több, mint Kanadáé, Dél-Koreáé és Mexikóé együttvéve.
A második világháború utáni gazdasági növekedés alatt sok cég a központját más nagyvárosokból, például Oszakából is Tokióba helyezte. Ezzel kezdődött el a népesség rohamos növekedése, és a lakásárak égbe szökése.
A tokiói tőzsde a második legnagyobb tőzsde a világon.

## Demográfia
Népességének változása:
| Lakosok száma | 12 576 611 | 13 159 388 | 13 513 734 | 14 047 594 | 14 264 798 |
|               | 2005       | 2010       | 2015       | 2020       | 2022       |

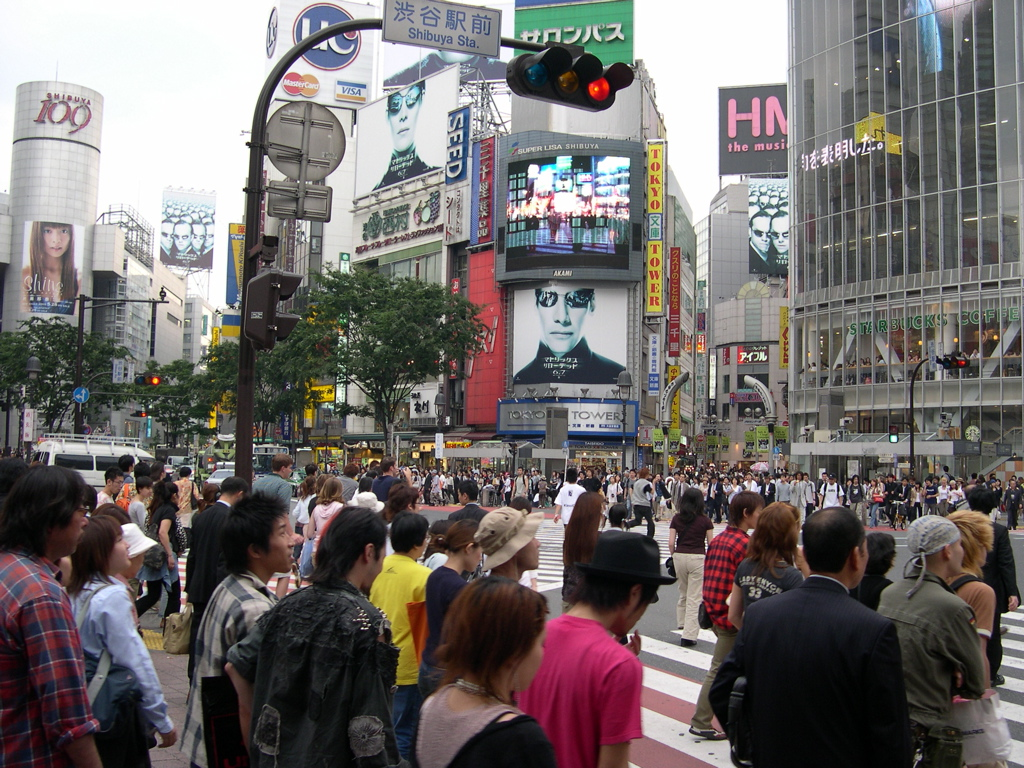
Nagy forgalmú gyalogosátkelőhely
a Sibuja pályaudvar mellett

Tokió a világ egyik legnagyobb városa, 23 kerületében több mint 8 millió ember lakik. Nappal a népesség 2,5 millióval megnő, a városba érkező munkások és diákok miatt, akik naponta utaznak be a központba. Ez leginkább a három központi kerületben, Csijodában, Csuóban és Minatóban érezhető, ahol a három rész összlakossága éjjel 300 000, nappal viszont majdnem 2 millió fő.
Az ENSZ 2016-os becslése alapján a város lakossága 2030-ban 37 190 000 fő lehet.
Tokióban 5 jelentősebb kisebbség él: kínaiak (120 331), koreaiak (103 191), filippinók (31 505), amerikaiak (18 043) és a britek (7 585).
| Terület szerint    | Tokió prefektúra 23 kerület Nyugat-Tokió (Tama) Szigetek                          | 12,36 millió fő 8,34 millió fő 4 millió fő 27 000 fő                  |
| Kor szerint        | Fiatalkorú (0-14 év között) Dolgozó (15-64 év között) Nyugalmazott (65 év felett) | 1,433 millió fő (12%) 8,507 millió fő (71,4%) 2,057 millió fő (16,6%) |
| Napszak szerint    | Nappal Éjjel                                                                      | 14,667 millió fő 12,017 millió fő                                     |
| Nemzetiség szerint | Külföldi származású lakos                                                         | 353 826 fő                                                            |
| Év szerint         | 23 kerület                                                                        | 1875 – 595 900 fő 1935 – 5 875 667 fő 2005 – 8 336 612 fő             |

## Közlekedés

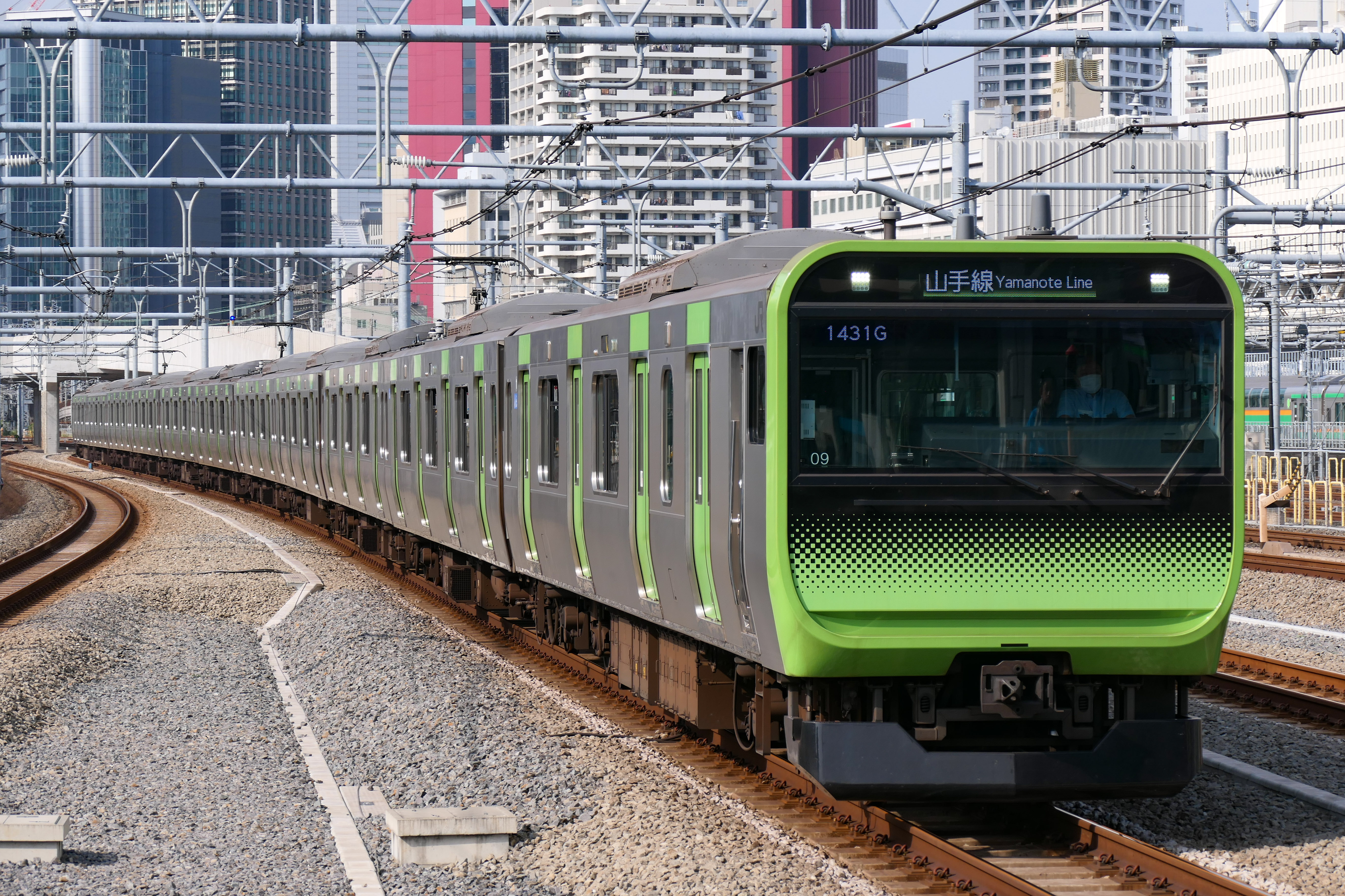
A JR (Japán Vasutak) Jamanote-vonala, amely megkerüli Tokió központját

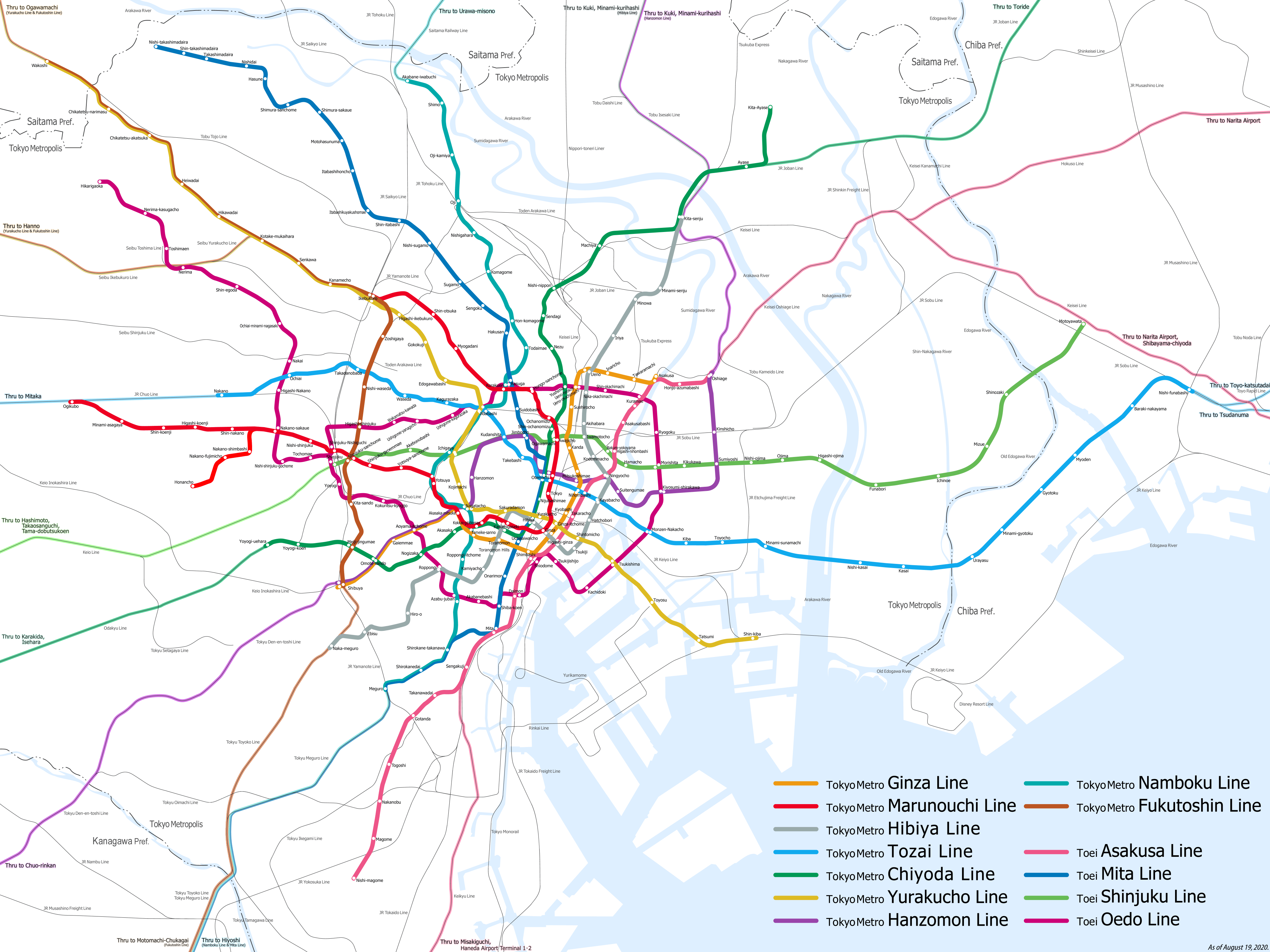
A tokiói metróhálózat térképe. Tokióban működik a világ egyik legbonyolultabb metrórendszere

Tokió Japán legnagyobb belföldi és nemzetközi vasúti, közúti és légi csomópontja. A városi tömegközlekedés nagyrészt a tiszta és hatékony, bár néha zsúfolt földalatti- és vasúthálózaton zajlik, melyet több társaság üzemeltet. A buszok, villamosok és mágnesvasutak csak másodlagos szerepet töltenek be. A vasútállomások nem csak a közlekedés, hanem Tokió és Japán városi életének központjai.
A Tokió belvárosától néhány kilométerre fekvő Haneda nemzetközi repülőtér főként a belföldi, a Csiba prefektúrában található Narita nemzetközi repülőtér pedig a városba érkező nemzetközi forgalmat bonyolítja le.
A tokiói közlekedés legnagyobb része vasúton zajlik. A JR East működteti a legnagyobb vasúthálózatot Tokióban, magába foglalva a Jamanote-vonalat, amely körbejár a japán főváros központjában. A Tokyo Metro Co., Ltd. és a Tokyo Metropolitan Bureau of Transportation a város metróhálozatát, a fővárosi önkormányzat és a privát szállítók pedig a busz hálózatot üzemeltetik. A helyi, regionális és belföldi vasúti járatok a Tokió és a Sindzsuku pályaudvarról érhetők el.

## Nevezetességek

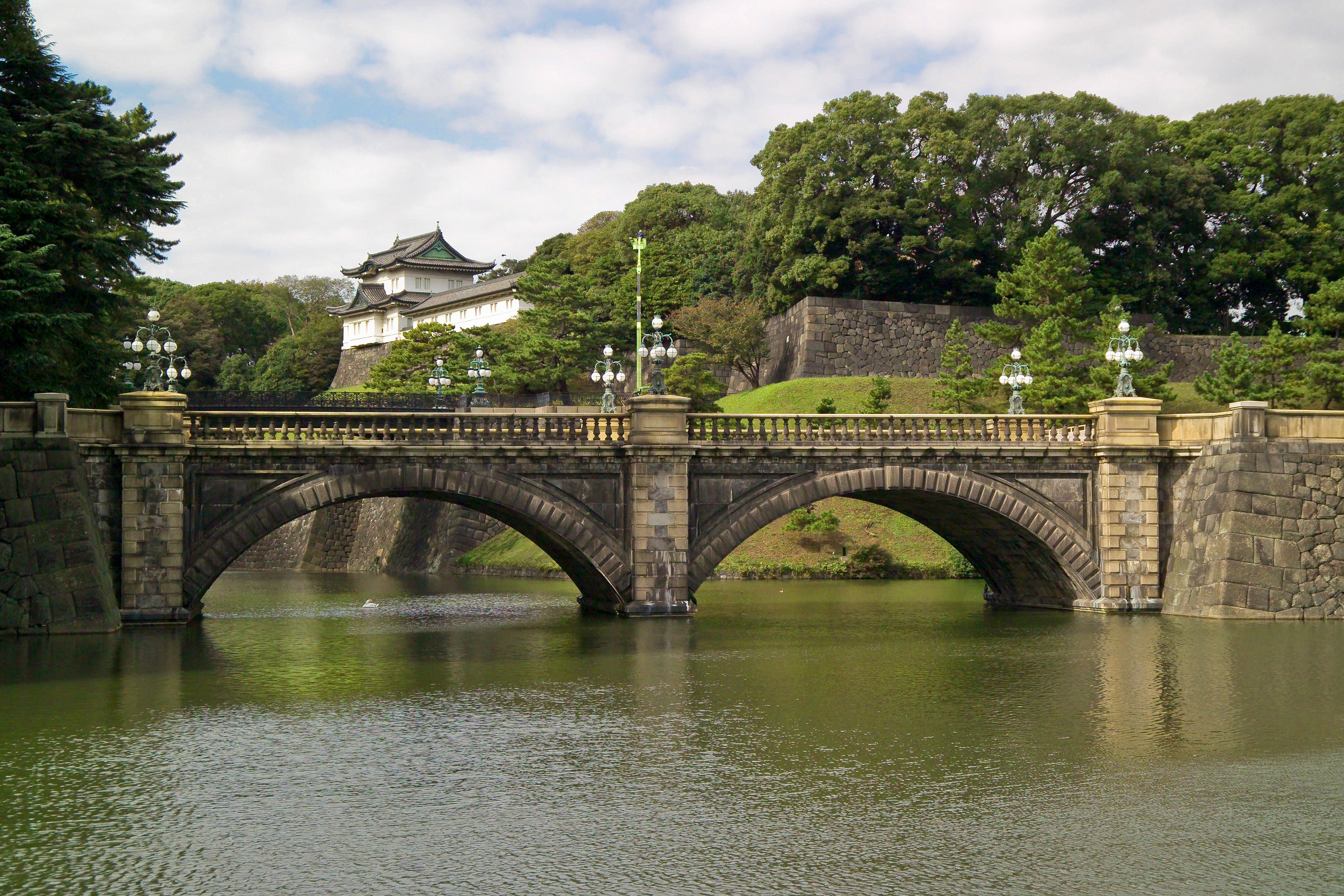
A császári palota előtérben a Szeimon Isibasi híddal

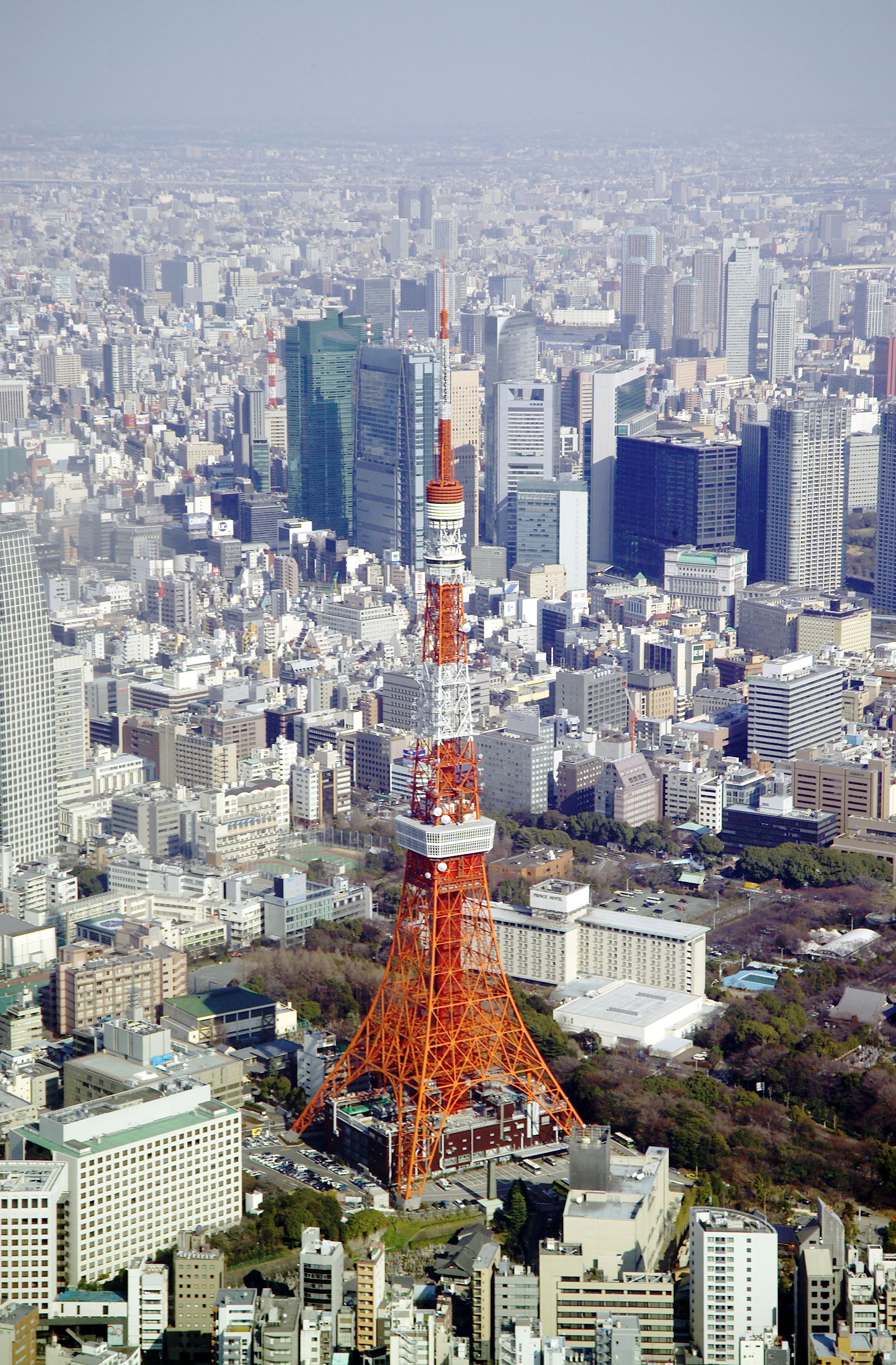
A Tokió torony Minató városrészben

### Templomok és szentélyek
- Szenszódzsi templom: buddhista templom Aszakuszában, amely 645-ben épült, és ezzel Tokió legöregebb temploma.
- Meidzsi szentély: sintoista szentély Tokió szívében, amelyet Meidzsi császárnak és hitvesének, Soken császárnőnek szenteltek.
- Szengakudzsi templom: kis templom Minatóban, ahol a 47 ronin van eltemetve
- Jaszukuni-szentély:  sintoista szentély amely emléket állít a második világháborúban elesett japán katonáknak
- Zódzsódzsi templom: a templomot 1393-ban építették, mai helyére, Kantóba, 1598-ban került. Ez a buddhista Dzsodo szektafő temploma
- Ana Hacsimangu szentély: sintoista szentély Tokió Waszeda városrészében. Évente lovasíjász versenyeket rendeznek itt (Takato-na-baba).

### Parkok és közkertek
| - Hibija park - Dzsingu Gaien - Sindzsuku Gjoen - Sóva Emlékpark - Szumida park - Ueno park - Jojogi park - Kitanomaru park - Hamarikjú park - Kijoszumi Kertek | - Rikugien Kert - Inokasira park - Kjú-Furukava Kertek - Koisikava Kórakuen Kert - Koisikava Botanikus Kert - Shinjuku Central Park - Komazava Olimpiai Park - Kiba park - Kaszai Rinkai park - Kinuta park - Dzsindai Botanikus Kert |

### Egyéb
- Akaszaka palota

## Kultúra
Tokióban számos múzeum található. Az Ueno parkban található a Tokiói Nemzeti Múzeum, amely Japán legnagyobb múzeuma, az ország legjelentősebb művészeti gyűjteménye; a Nyugati Művészetek Nemzeti Múzeuma és a Tokiói Fővárosi Múzeum, amely nagy mennyiségű japán, modern művészeti alkotást és csaknem 10 000 japán és külföldi filmet tartalmaz. Az Ueno parkban található a Nemzeti Tudományi Múzeum és a városi állatkert. A Nezu Múzeum Aojamában, az Edo-Tokió Múzeum Szumidában, a Országgyűlési Könyvtár, a Nemzeti Archívum és a Modern Művészetek Nemzeti Múzeuma a császári palota közelében fekszenek.

### Múzeumok
- Tokiói Nemzeti Múzeum

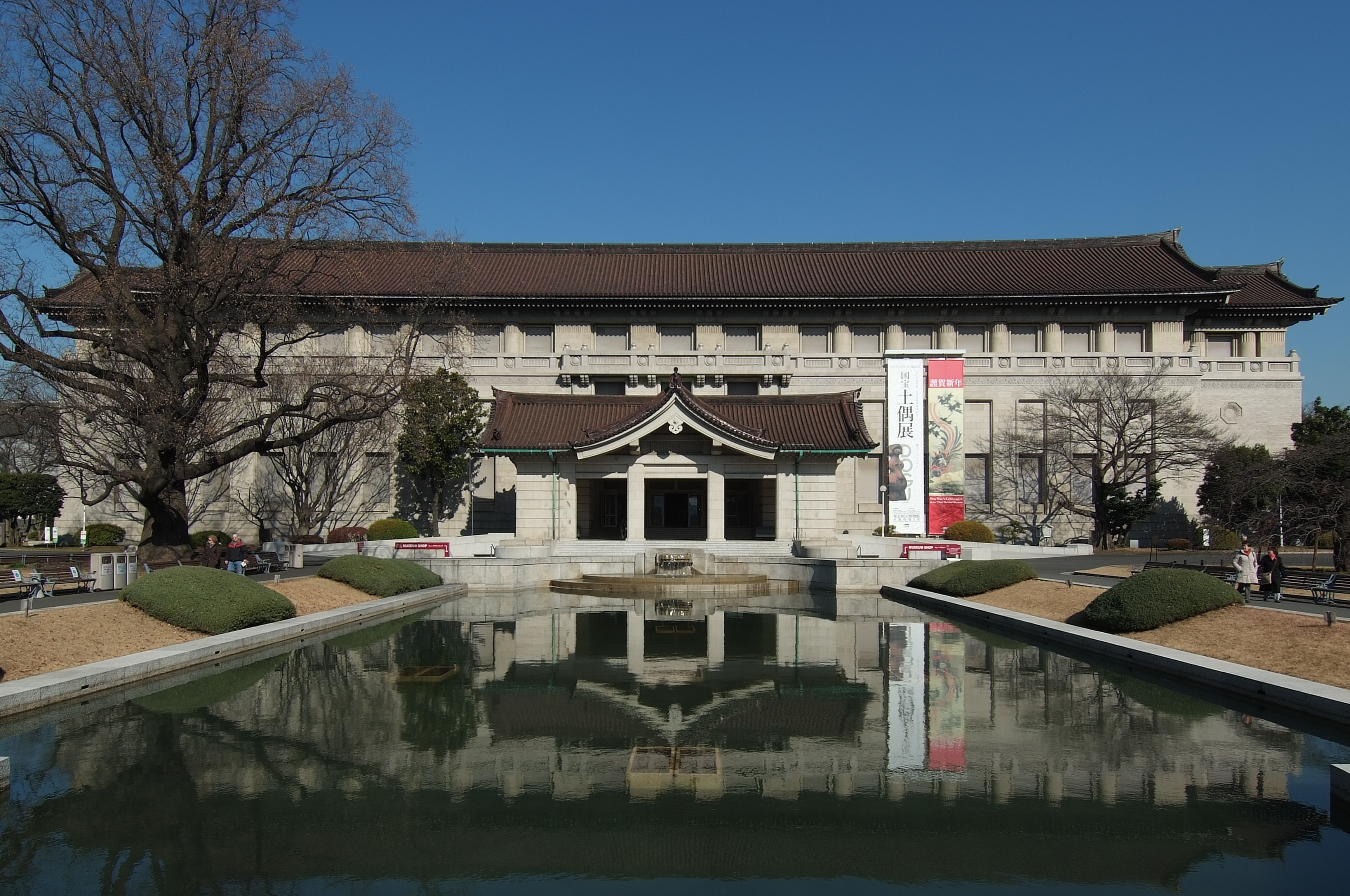
Tokiói Nemzeti Múzeum

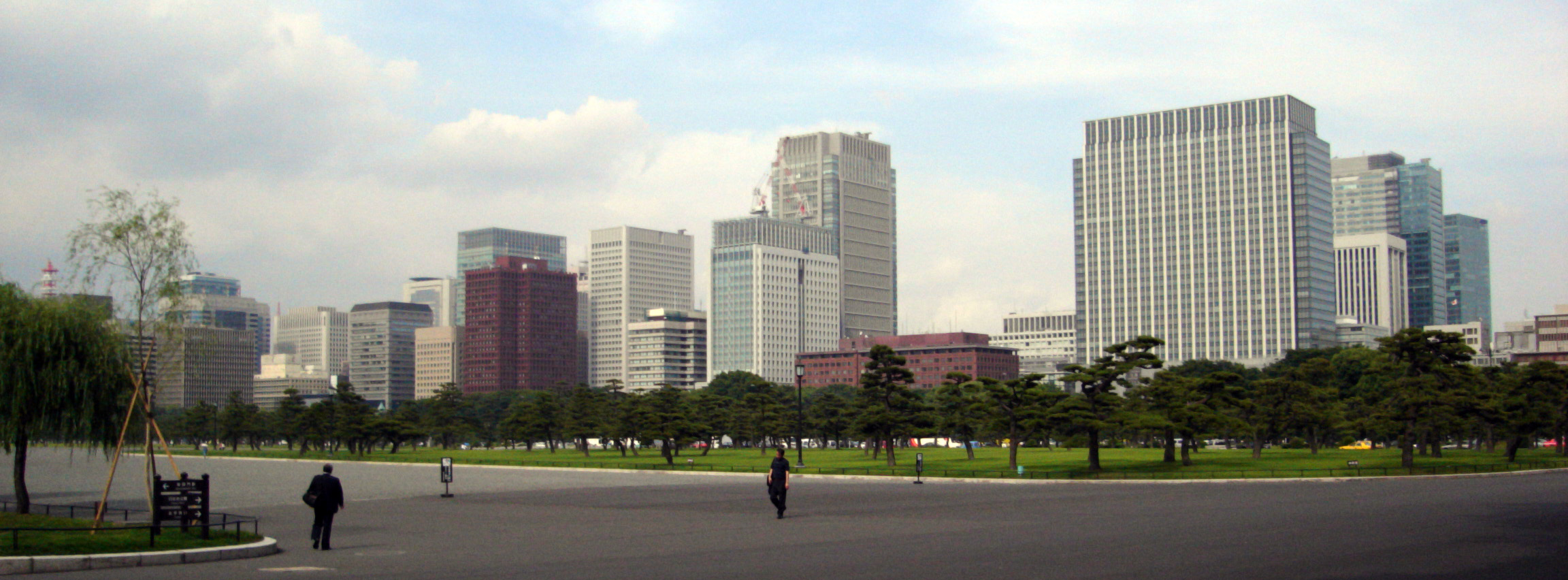
Marunoucsi felhőkarcolói a császári palotától nézve

- Nyugati Művészetek Nemzeti Múzeuma
- Edo-Tokió Múzeum
- Tokiói Városi Teien Művészeti Múzeum

### Színházak
- Kabuki-za
- Nemzeti Nó Színház (Kokuricu Nógaku-dó)
- Nemzeti Színház (Kokuricu Gekidzsó)

### Modern építészet
- Tokiói torony
- Rainbow Bridge (Szivárvány-híd)
- National Diet Building
- Yoyogi Olympic Pool (Yoyogi Olimpiai Uszoda)
- Tokyo Metropolitan Government Building (Tokiói Városháza)
- Tokyo Big Sight
- Tokyo Station
- Tokyo International Forum
- Tokyo Skytree (A világ második legmagasabb épülete, 634 méteres )

## Tokió a médiában
Mint Japán legnagyobb városa és az ország legnagyobb televíziós és rádiós központja, Tokió számos japán filmben, sorozatban, Animében és mangában szerepel. A külföldön leginkább ismert műfaj a kaidzsú, amelyben a város nevezetességeit óriás szörnyek pusztítják el, mint például Godzilla. Nagy mennyiségű képregény és animációs film is játszódik Tokióban, köztük a Sailor Moon, az Azumanga Daioh, Dragon Ball és a Yu-Gi-Oh! vagy a Hi Hi Puffy AmiYumi, és ezek világszerte nagy népszerűségnek örvendenek.
Tokió városát a hollywoodi producerek is kedvelik. Számos film Tokióban játszódik, így például a Tokyo Joe, My Geisha, a James Bond – Csak kétszer élsz, a Kill Bill, a The Fast and the Furious: Tokyo Drift és az Elveszett jelentés.

## Oktatás

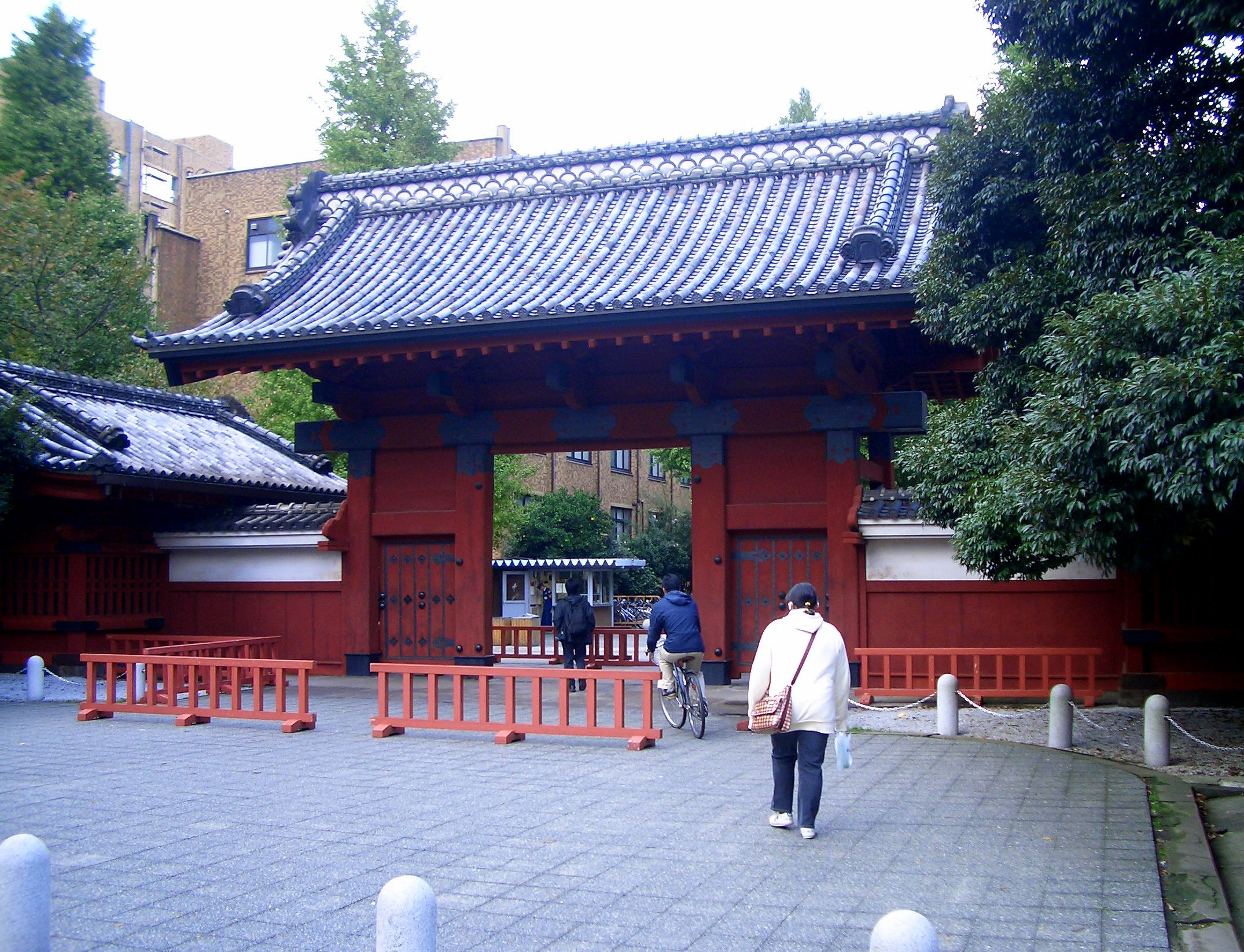
Az Akamon kapu a Tokiói Egyetemen

Mint Japán oktatási központja, Tokióban számos egyetem, főiskola és szakiskola működik. A városban találhatók az ország legelőkelőbb iskolái, így a Tokiói Egyetem, a Keio Egyetem, a Hitocubasi és a Vaszeda Egyetem.

### Egyetemek
Tokióban számos olyan egyetem van, melyben angol nyelvű oktatás folyik. Ilyenek a Nemzetközi Keresztény Egyetem, a Szofia Egyetem és a Japán Templom Egyetem. A városban egy sor állami egyetem is található. Ezek közül a legjelentősebbek az Orvostudományi és Fogászati Egyetem, az Elektronikai és Kommunikációs Egyetem, a Tokiói Tudományos Intézet és a Tokiói Egyetem. Csak egy nyilvános egyetem van Tokióban, ez pedig a Tokiói Városi Egyetem, a legnagyobb magánegyetemek a Ázsia Egyetem, a Tokiói Tudományos Egyetem, a Tojo Egyetem és a Szeidzso Egyetem.

## Testvérvárosok
| - Peking, Kína - Berlin, Németország - Kairó, Egyiptom - Jakarta, Indonézia - Moszkva, Oroszország | - New York, Amerikai Egyesült Államok - Párizs, Franciaország (csak partnervárosi kapcsolat) - Róma, Olaszország (csak partnervárosi kapcsolat) - Sao Paulo, Brazília - Szöul, Dél-Korea |